# Megorama ingens
Megorama ingens är en skalbaggsart som beskrevs av Henry Clinton Fall 1905. Megorama ingens ingår i släktet Megorama och familjen trägnagare. Inga underarter finns listade i Catalogue of Life.